# Опал
Опал је минералоид и полудраги камен који се састоји од хидратисаног силицијум диоксида (SiO2·nH2O). Садржај воде варира од 3 – 10%, а некада може бити и до 20%. Опал може бити безбојан или обојен сиво, црвено, наранџасто, зелено, плаво, ружичасто, смеђе, црно. Најрјеђи су опали црвено-црне боје, а најчешћи бијели и зелени. Варијетети опала су: бијели опал (непрозиран, сличан порцелану са обојеним свјетлуцавим мрљама), црни опал (црн, са обојеним свјетлуцавим мрљама), водени опал (безбојан са свјетлуцавим мрљама), ватрени опал (црвени или наранџасти опал).